# Yeux de Sibiu

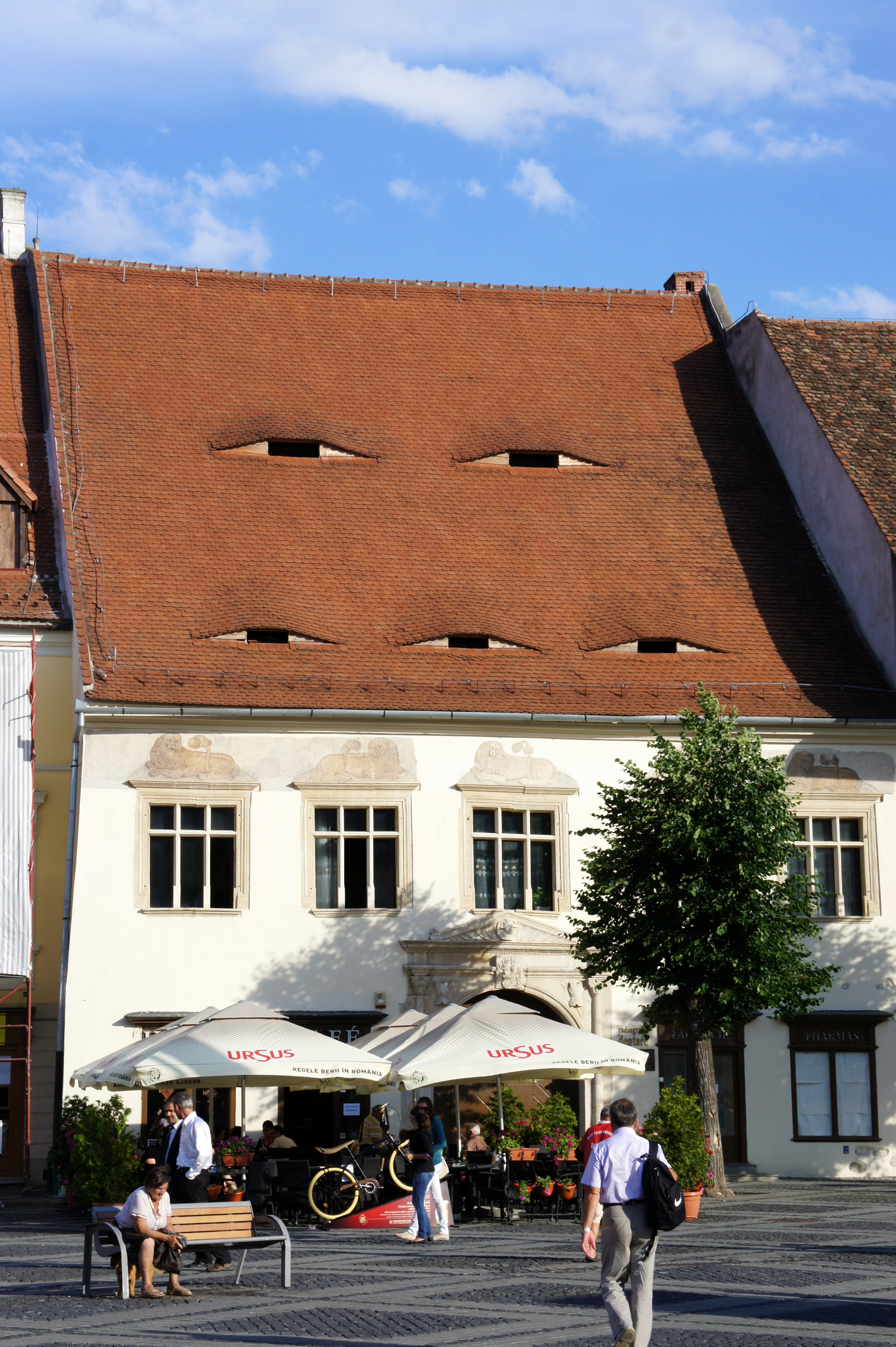
Maison Haller, Grand Place, Sibiu

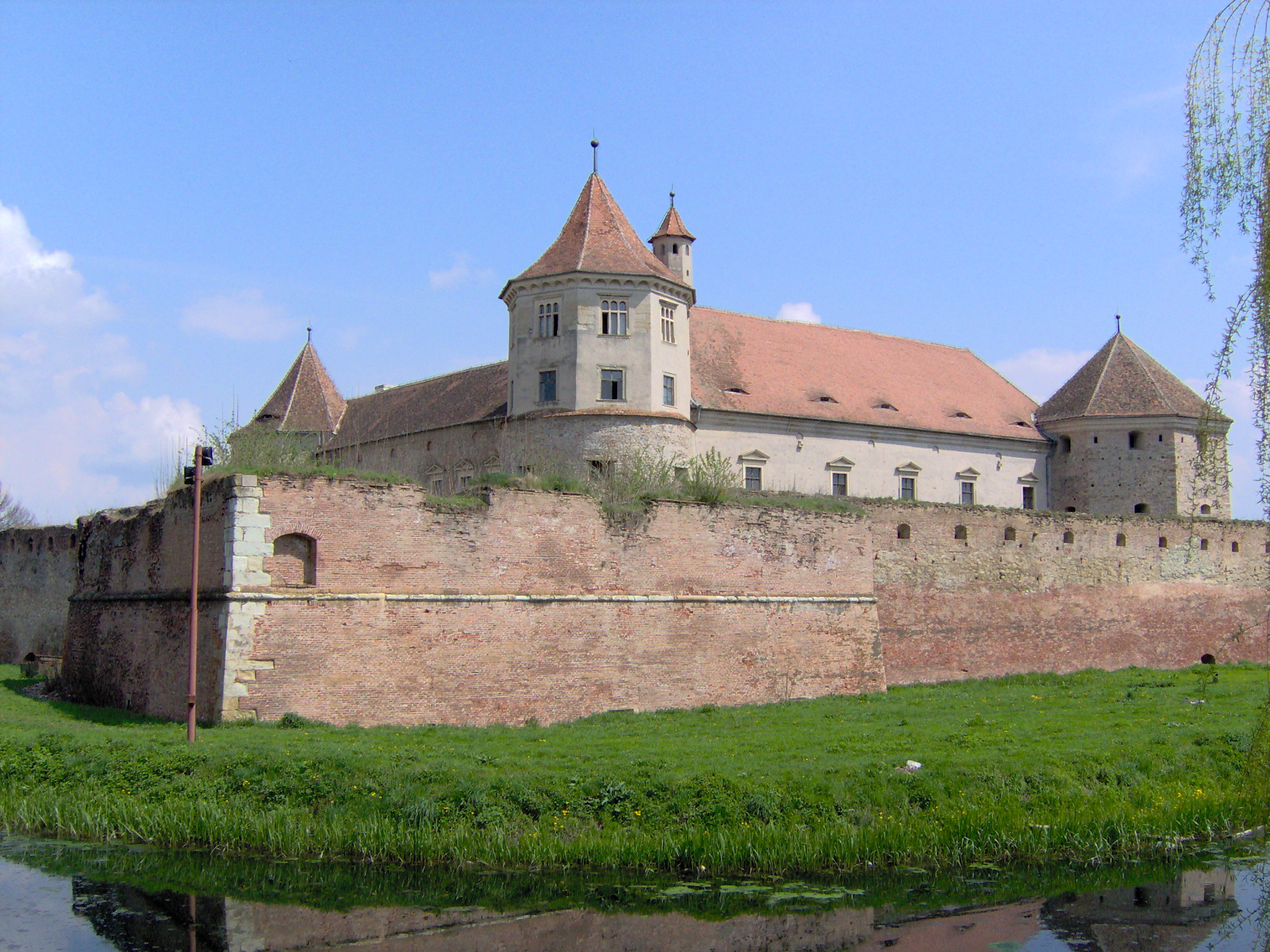
Sibiu regarde la citadelle de Făgăraș, un exemple en dehors du département de Sibiu

Les Yeux de Sibiu (allemand : Augen von Hermannstadt, roumain : Ochii din Sibiu) sont les lucarnes emblématiques en forme d'œil qui se trouvent sur les toits des maisons de la ville de Sibiu.
Sibiu est une ville fondée par des colons allemands au XIIe siècle qui se situe en Transylvanie, une région historique de Roumanie.
Les yeux sont un symbole et une attraction touristique de la ville et ont valu à Sibiu les surnoms de La Ville aux Yeux, La Ville où les maisons ne dorment jamais et le mot-valise Seebiu, « to see » signifiant « voir » en anglais.
Les lucarnes varient en forme : la plupart d'entre elles sont de forme trapézoïdale, d'autres ont des formes arrondies ou allongées. Elles constituent un élément de l'architecture baroque.
En roumain, elles se nomment Ochii Sibiului, tandis qu'en allemand, elles sont appelés die Augen von Hermannstadt, Hermannstadt étant le nom allemand de Sibiu.

## Histoire
L'apparition de ces lucarnes particulières remontent au XVe siècle. Elles étaient construites afin de servir de système de ventilation pour les greniers des maisons.
Elles ont probablement été inventées par un habitant de Sibiu car elles sont très répandues dans la ville et sa région. On en trouve par exemple dans les villes telles que Brașov et de Făgăraș, toutes deux situées dans le département de Brașov.
Il existe d'ailleurs des légendes selon lesquelles les yeux ont été construits pour effrayer les passant, leur faisant croire qu'ils étaient observés.
Néanmoins, la plupart des lucarnes actuelles ont été construites au XIXe siècle.
Ces constructions tardives sont sans doute liées à l'élan de nationalisme roumain qui souhaitait mettre en valeur les spécificités de l'architecture roumaine et qui a notamment donné naissance à l'architecture néo-roumaine.
Certaines d'entre elles ont même été construites au XXe siècle, après que Sibiu, fondée par des colons allemands, soit devenue une partie du royaume de Roumanie.
Aujourd'hui, les yeux sont devenus l'un des symboles les plus célèbres de Sibiu, ce qui en fait une attraction touristique.

## Symbole
En 2017, les yeux sont devenus un symbole de la lutte anti-corruption en Roumanie en étant utilisés par l'organisation Vă vedem din Sibiu (« Nous vous voyons depuis Sibiu »).

## Galerie

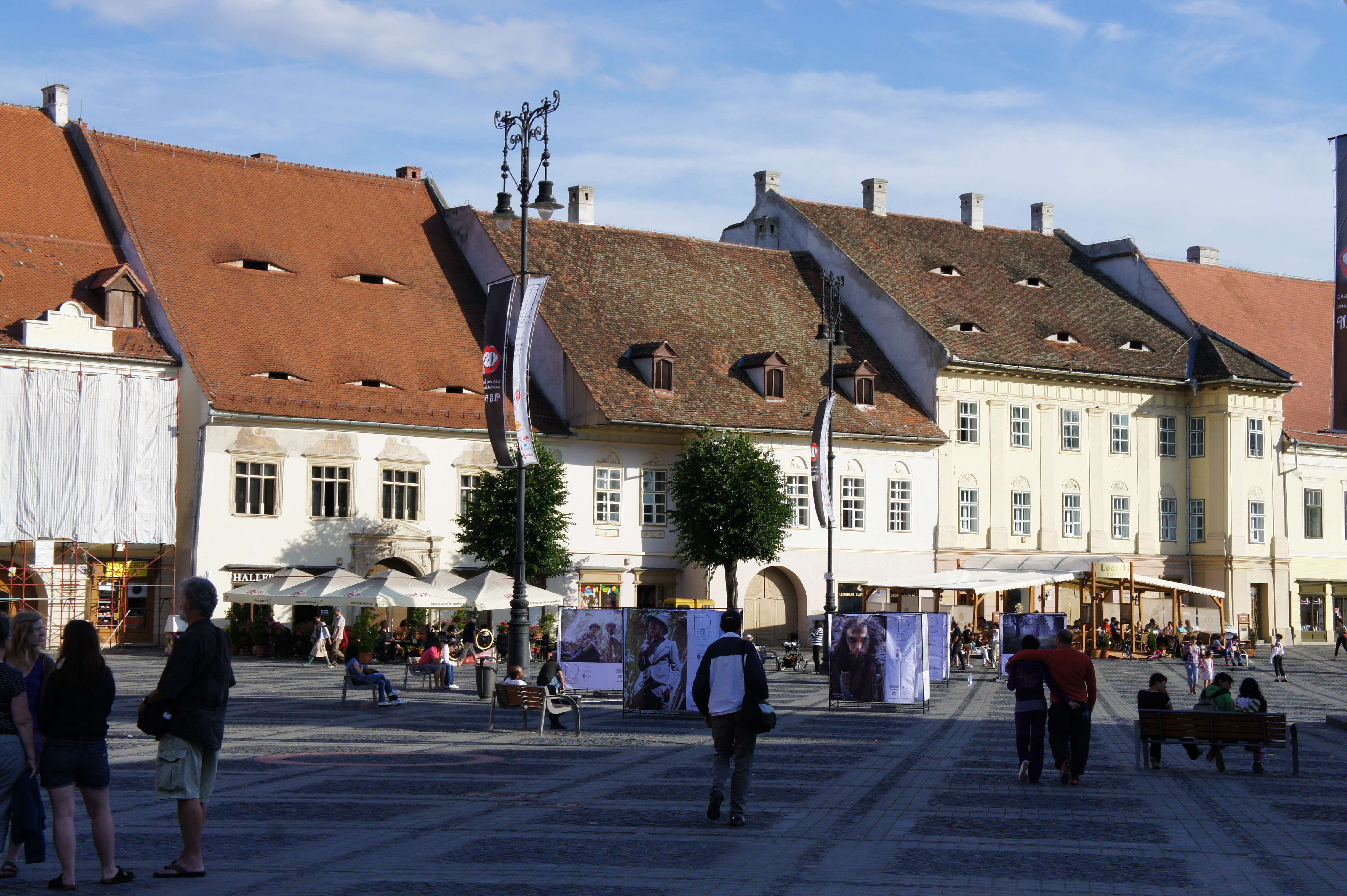
The Large Square (roumain : Piața Mare) from Sibiu
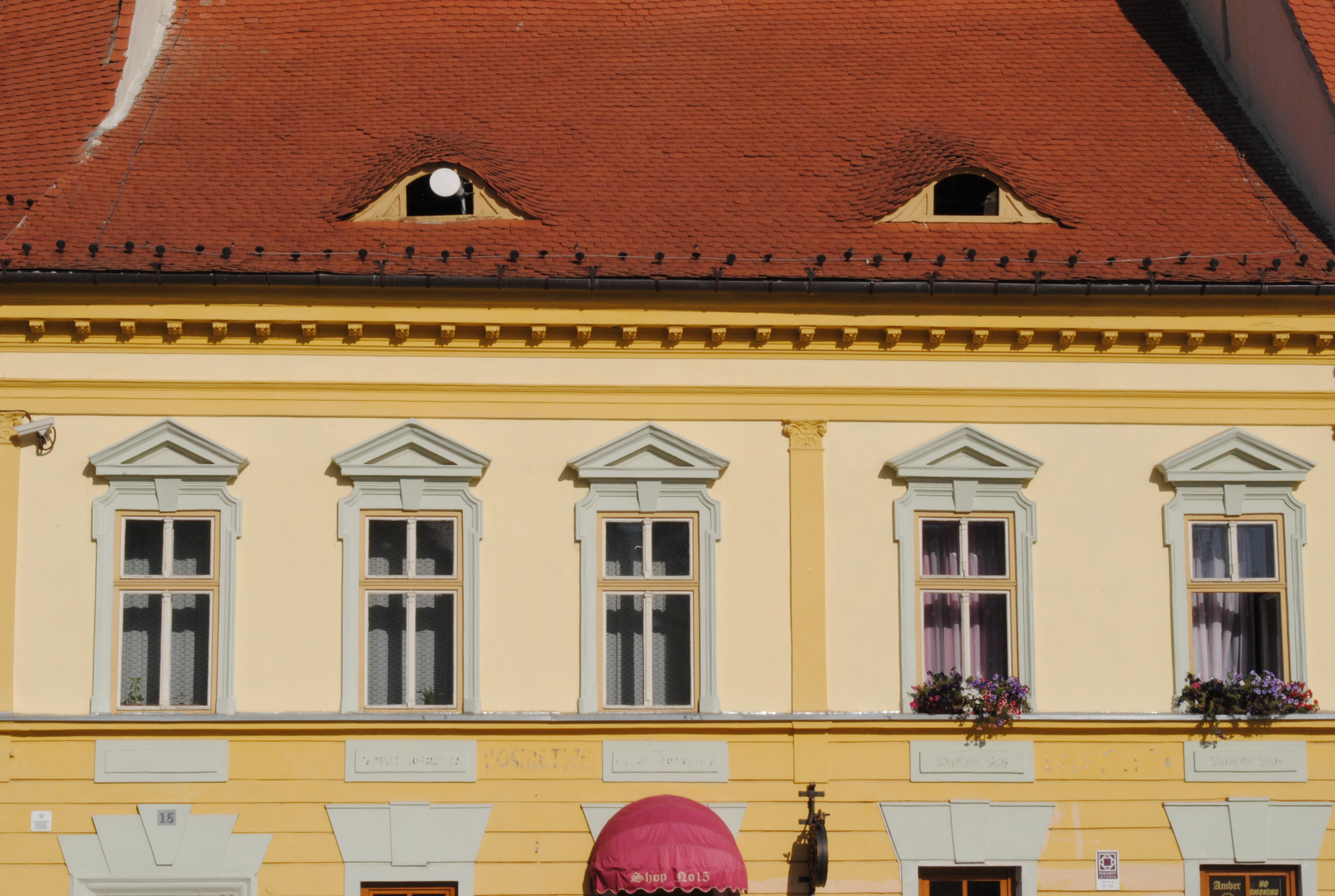
A rounded version of the eyes, Grand Square of Sibiu
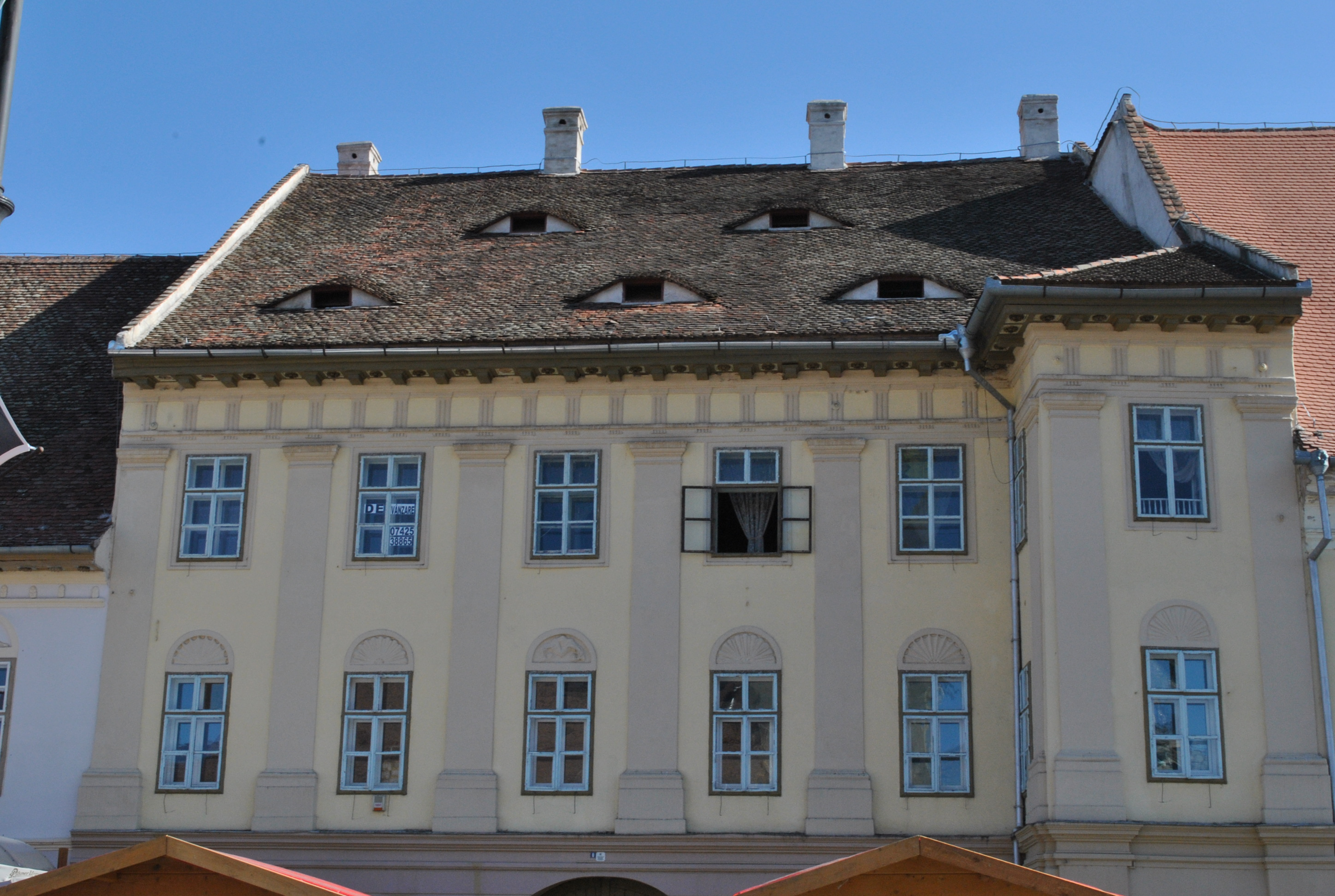
Hecht House (Casa Hecht), Grand Square of Sibiu
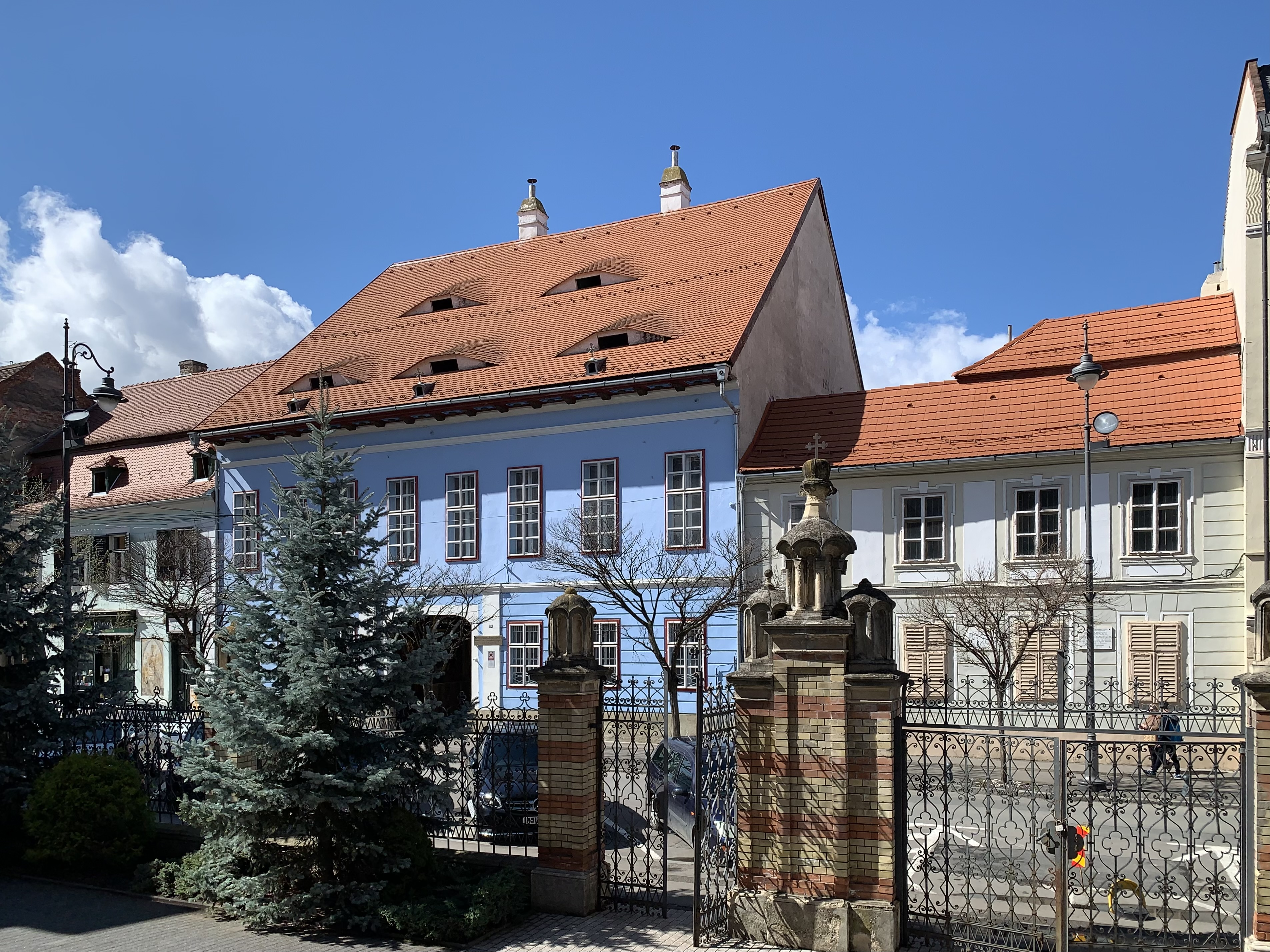
Building of Orthodox Metropolitan See of Transylvania, Sibiu
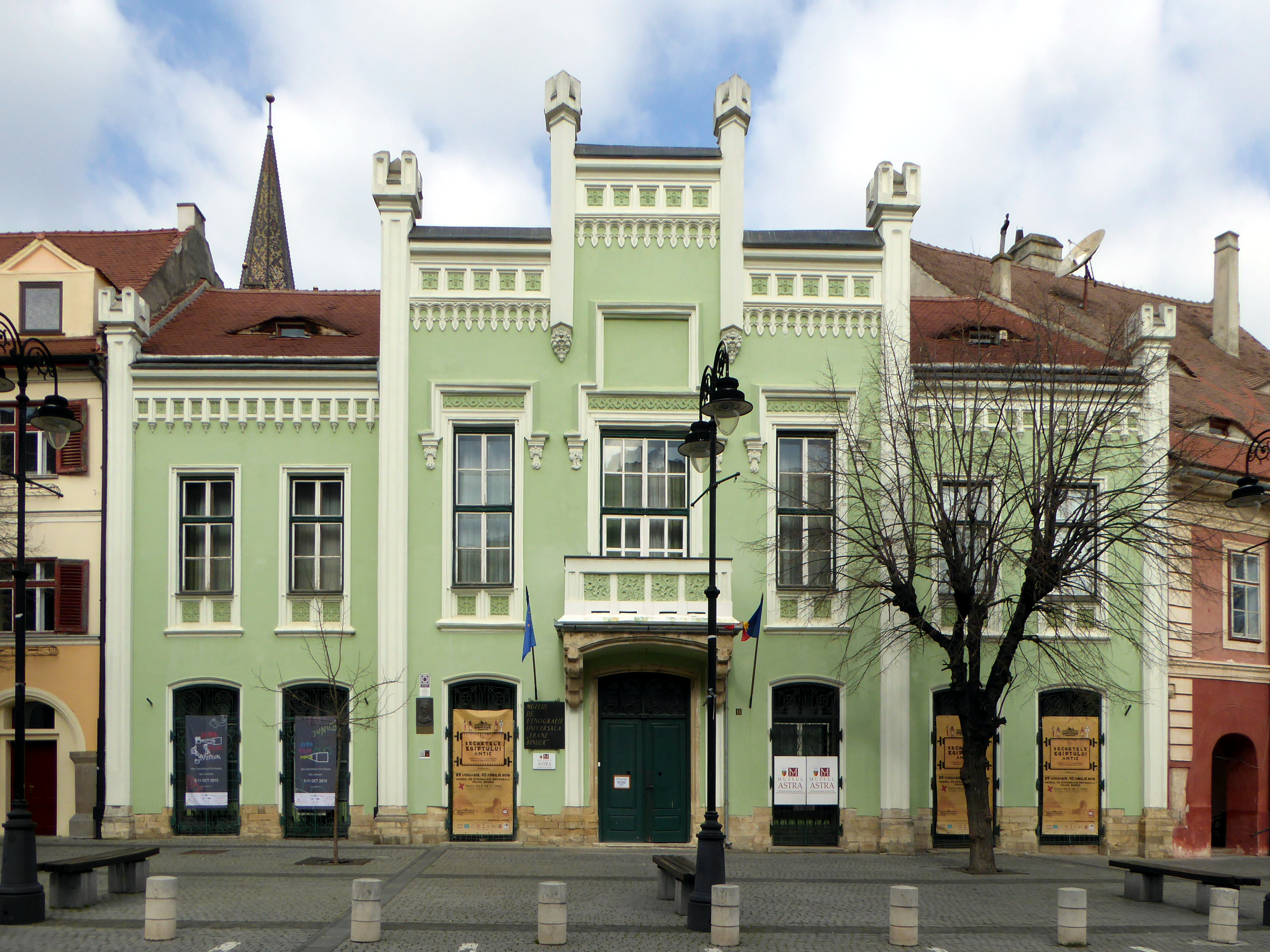
Neo-Gothic Hermes House (Casa Hermes), Lesser Square (roumain : Piața Micul) of Sibiu
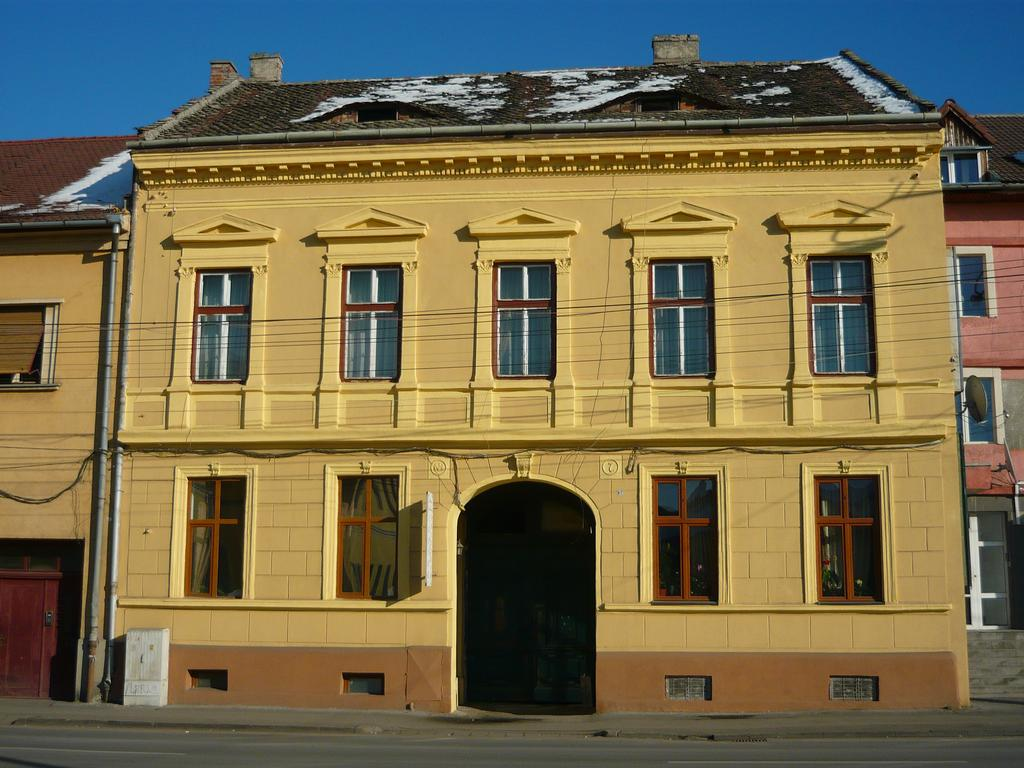
Neoclassical building with eyes (Sibiu)
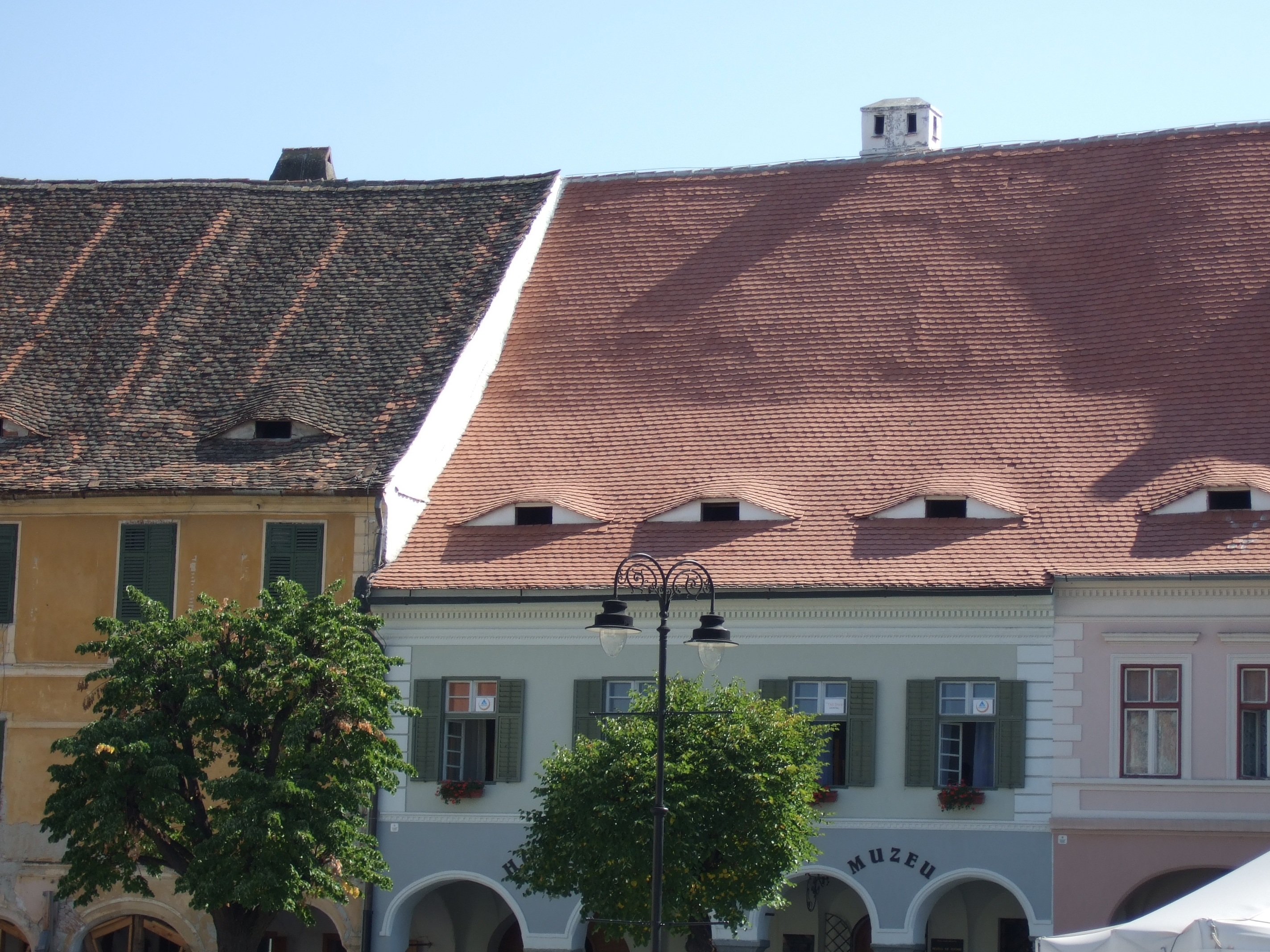
Houses in the Lesser Square
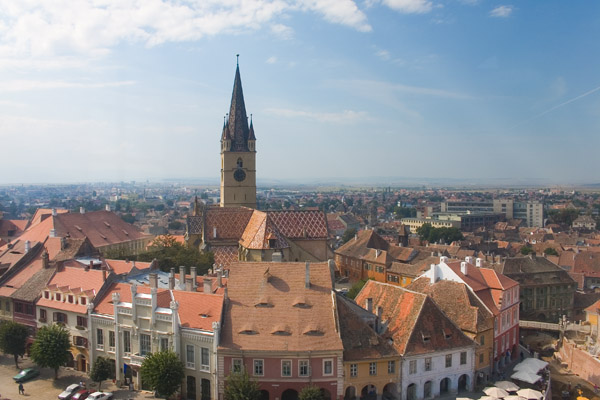
Lesser Square seen from the Council Tower (2005). The Lutheran cathedral is in the background.
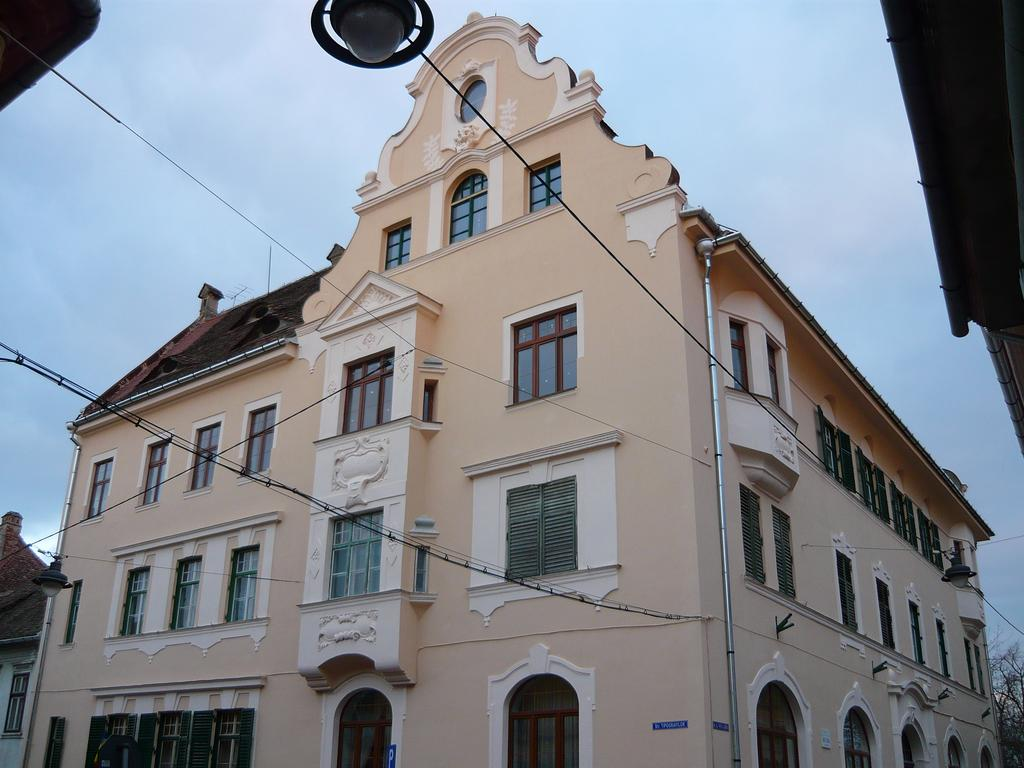
Art Nouveau house on Strada Cetății, Sibiu, with rounded eyes
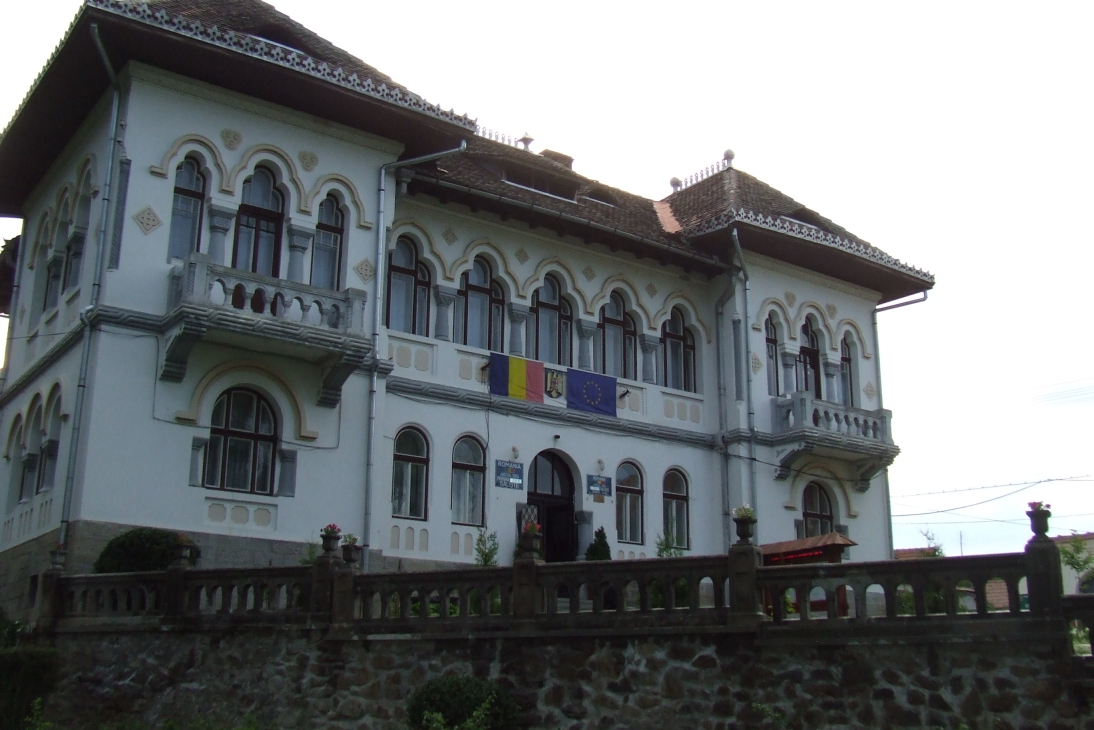
Eyes in Săliște. The building is Neo-Romanian, so it was most likely built in the 20th century, but has preserved the tradition of having eye-shaped roof windows.
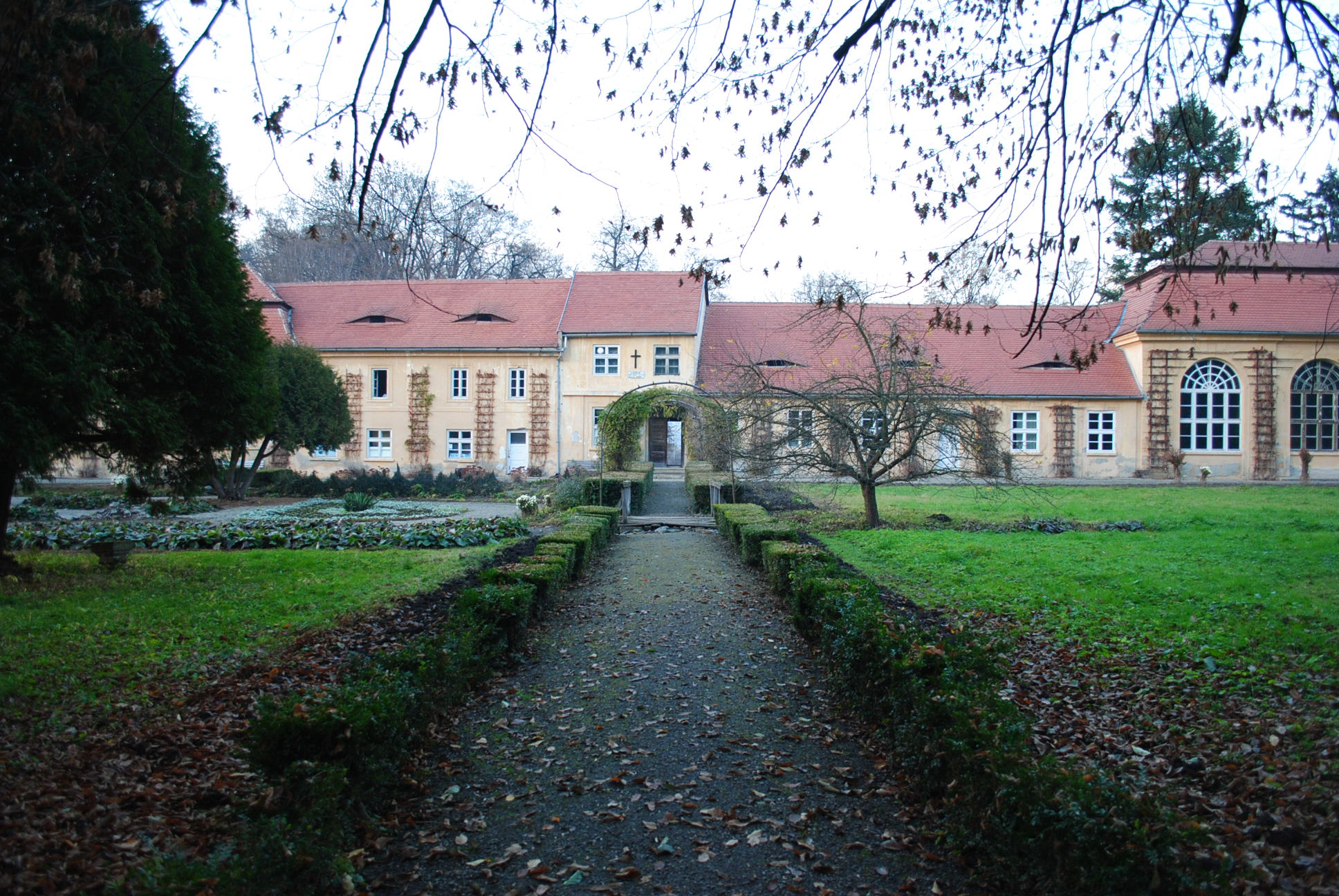
Brukenthal Castle in Avrig (Sibiu County)
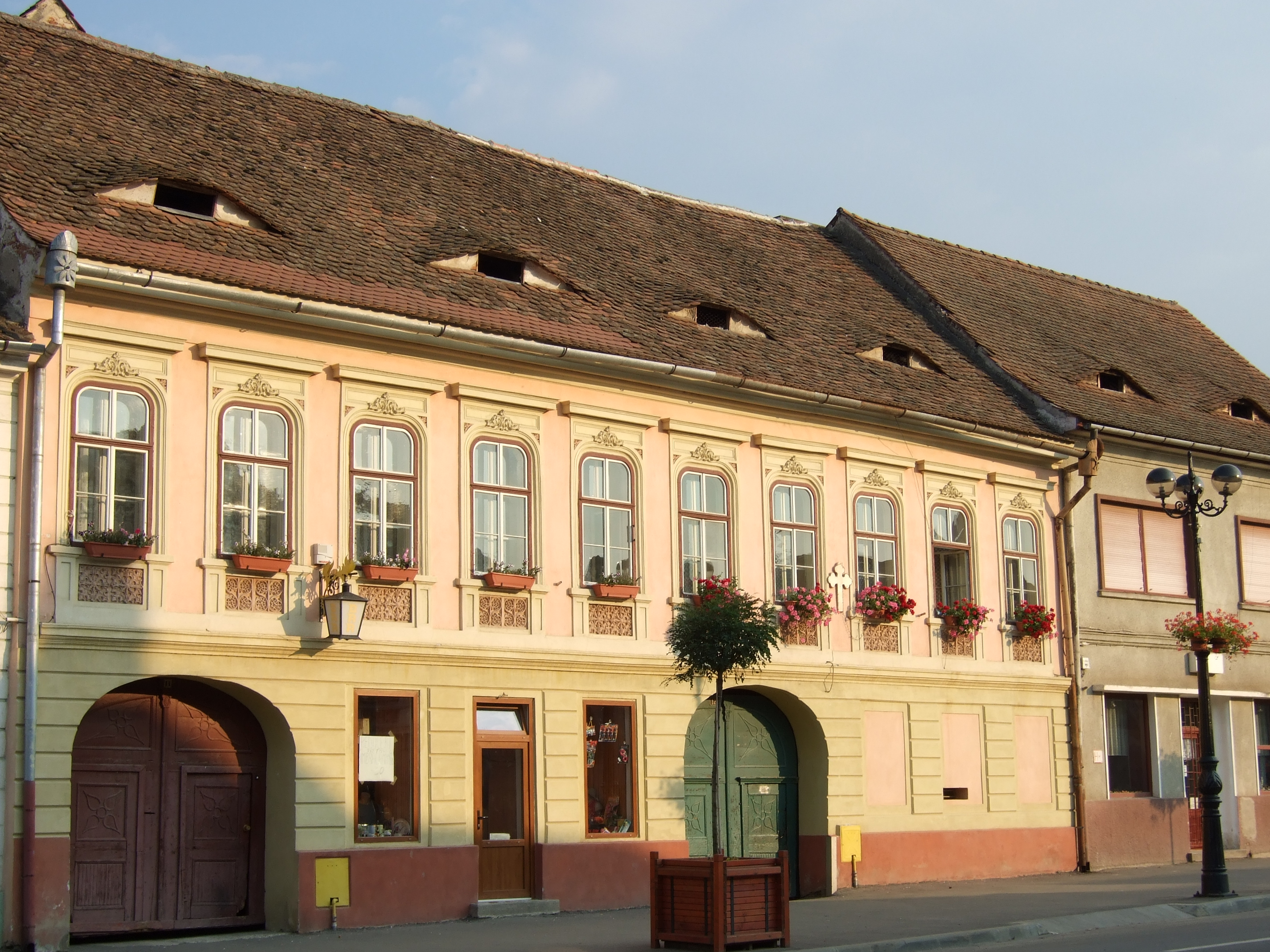
Cisnădie (Sibiu County)
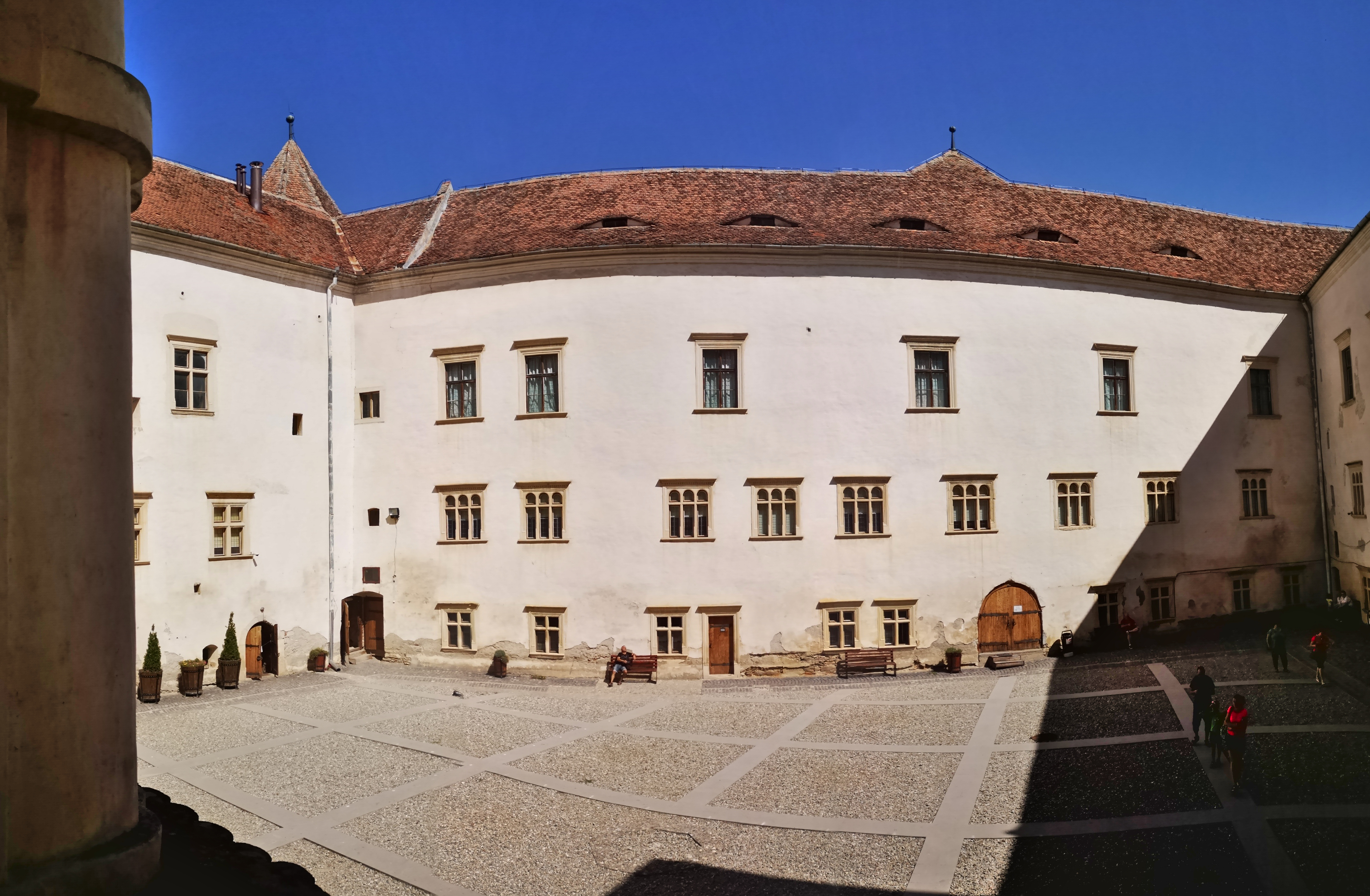
Interior of the Făgăraș Citadel (Brașov County)
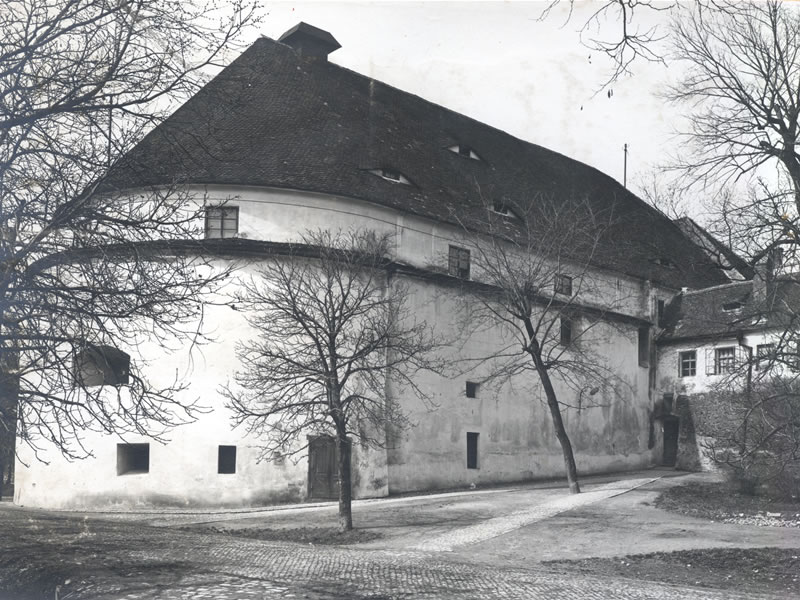
The old roof of the Thick Tower (Sibiu)
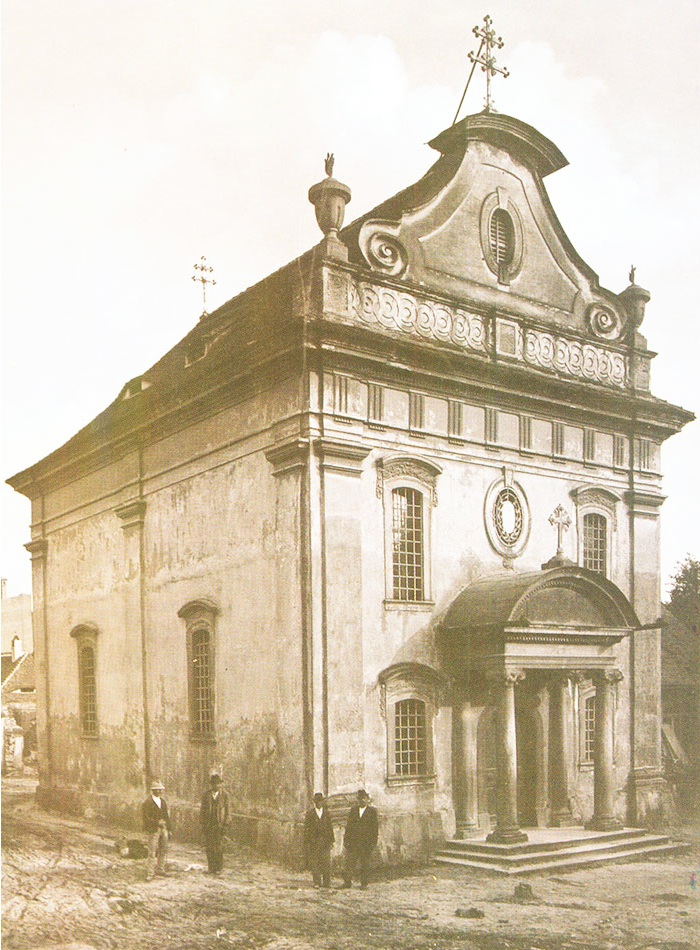
Eye on the old Orthodox cathedral (Sibiu)
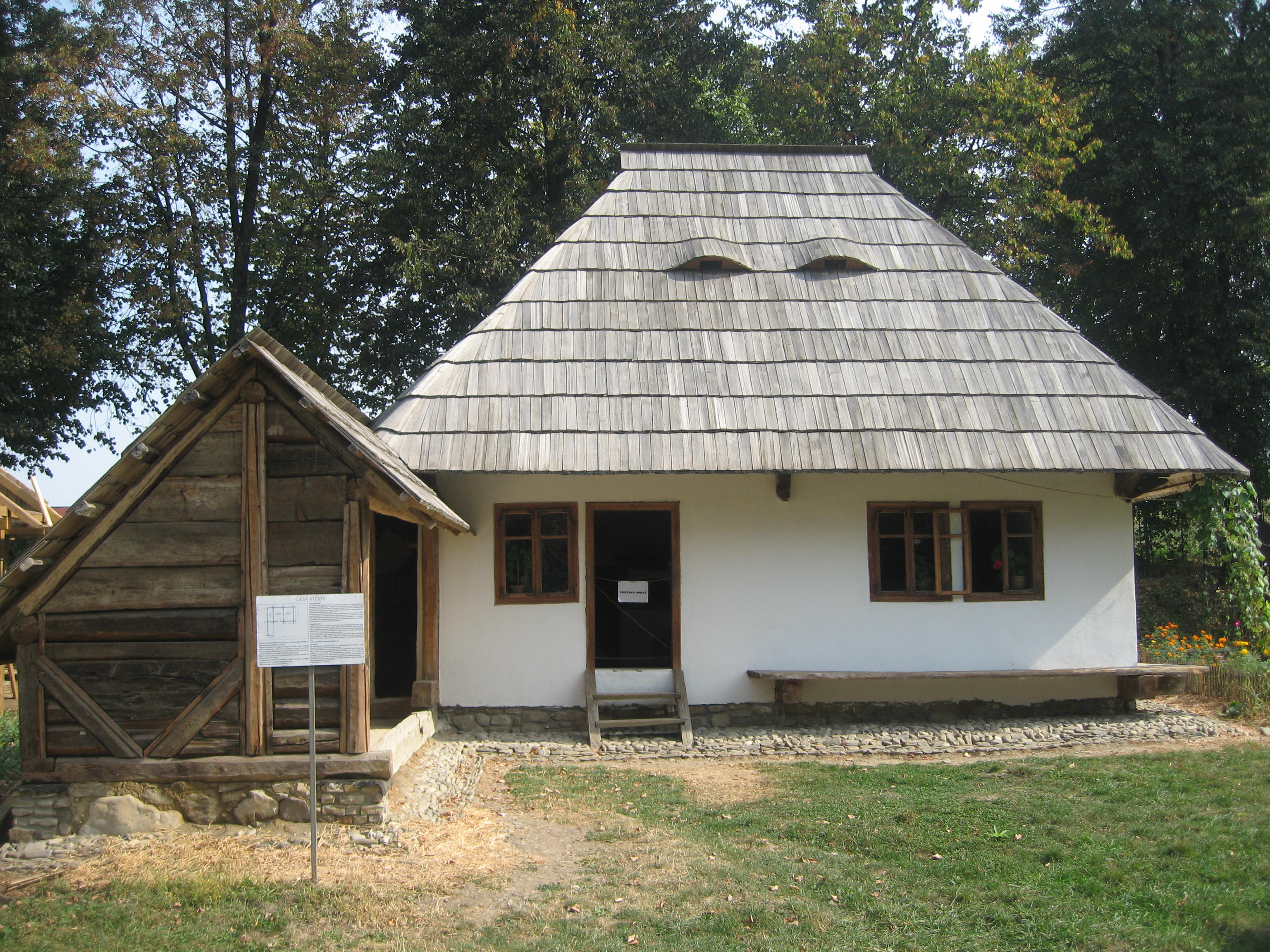
Maison traditionnelle roumaine de Vicovu de Josau Musée du village de Bucovine à Suceava(également avec des yeux sur son toit)
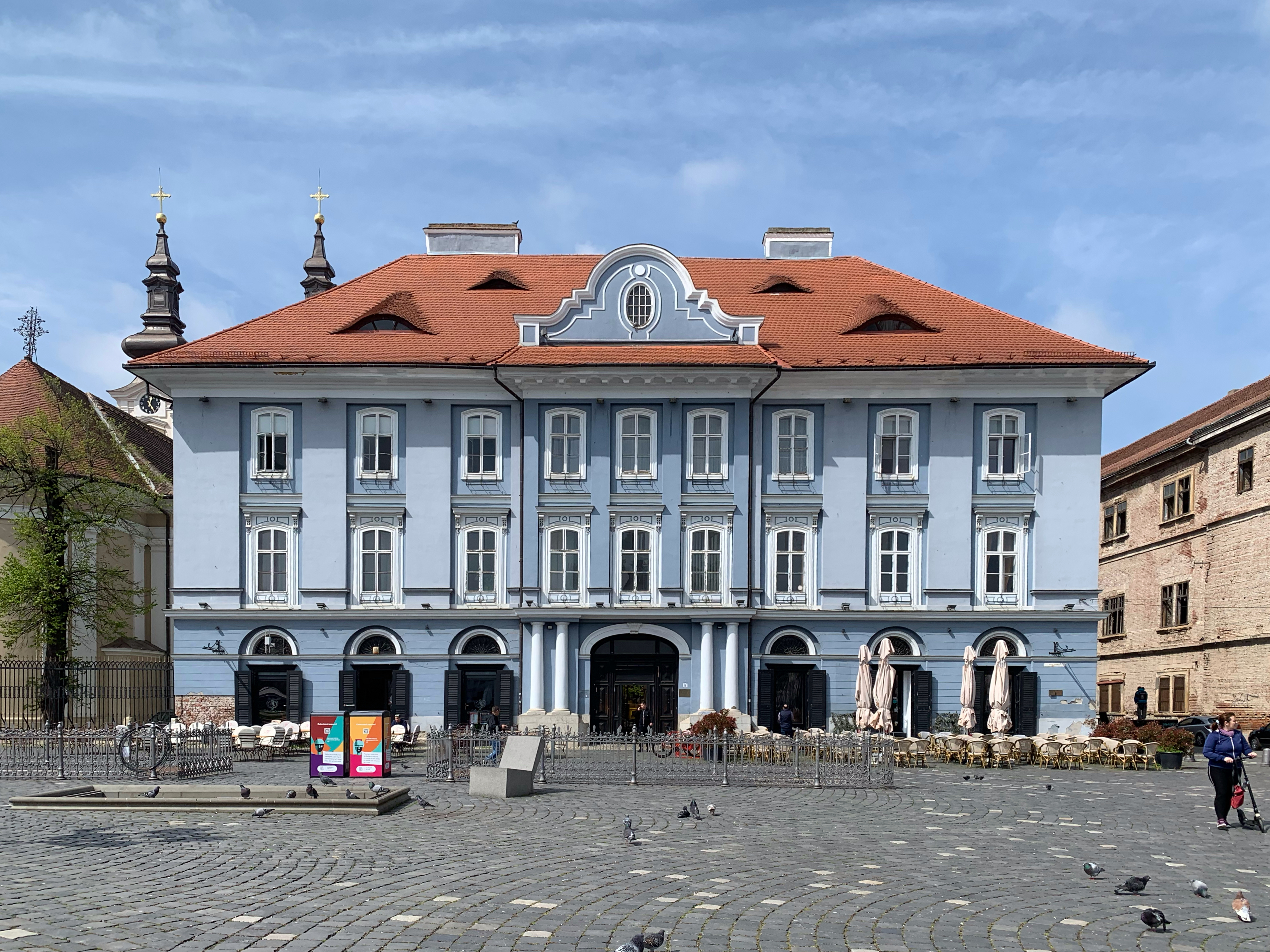
Maison de la communauté serbe, avec des lucarnes à sourcilsTimişoara
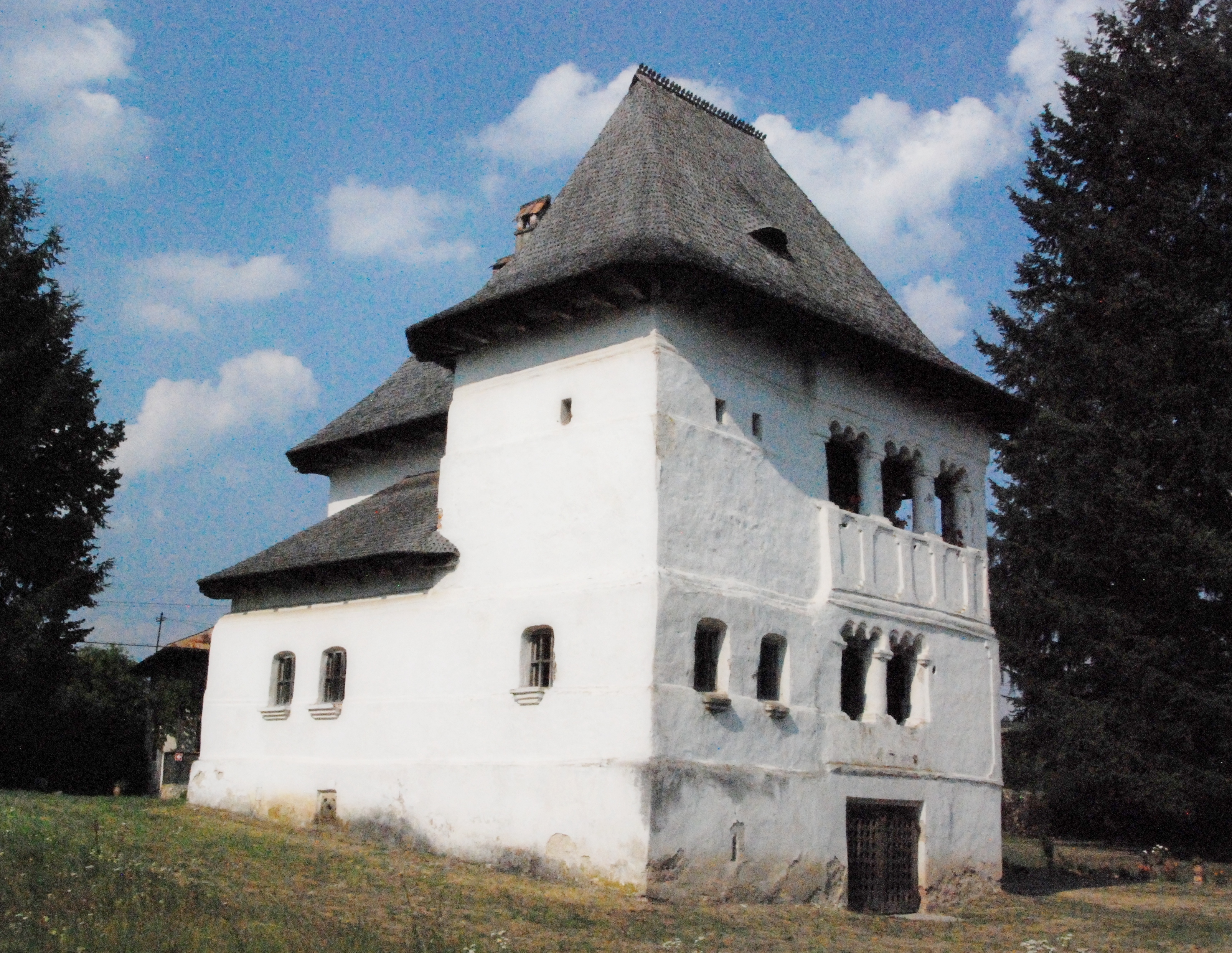
CuldepuisOlténie avec lucarnes à sourcils